# Rudolf Laban
Rudolf Laban, nome artístico de Rezső Keresztelő Szent János Attila Lábán (Pressburg, atual Bratislava, 15 de Dezembro de 1879, Inglaterra, 1 de Julho de 1958), foi um dançarino, coreógrafo, teatrólogo, musicólogo, intérprete, considerado como o maior teórico da dança do século XX e como o "pai da dança-teatro".

## Biografia De Rudolf Laban

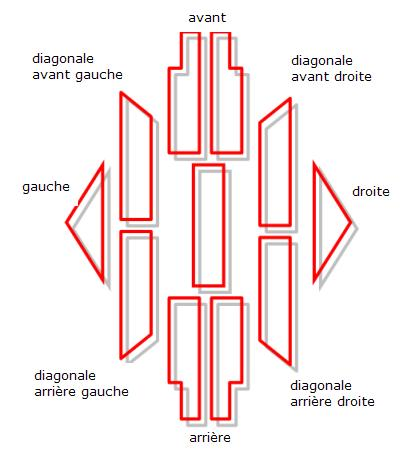
Símbolos da Labanotation. O retângulo ao centro representa a posição estática, as figuras ao redor representam movimentos para frente, para atrás, para direita, para esquerda e para as quatro diagonais.

Biografia:

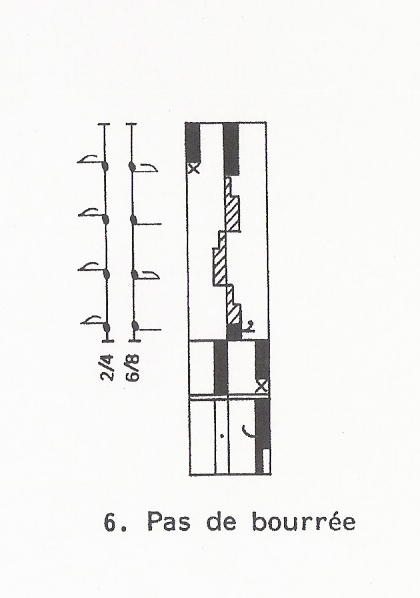
Representação do passo de dança "Pas de Bourrée" segundo o sistema de notação de Laban.

Laban, inicialmente estudou Arquitetura na "Escola de Belas Artes de Paris", interessando-se pela relação entre o movimento humano e o espaço que o circunda. Aos 30 anos mudou-se para Munique e sob a influência seminal do dançarino/coreógrafo Heidi Dzinkowska passou a se dedicar à arte do movimento.
Em 1915 Laban criou o Instituto Coreográfico de Zurique, que teve ramificações na Itália, na França, e na Europa central.
Em 1928 publica "Kinetographie Laban", uma de suas grandes contribuições para o mundo da dança e da compreensão do movimento. Neste livro articula os princípios da "Labanotation" um dos principais sistemas de notação de movimento utilizados atualmente.
Suas teorias sobre o movimento e a coreografia estão entre os fundamentos principais da Dança Moderna e fazem parte de todas as abordagens contemporâneas da dança.
Além de seu trabalho criativo e de análise da dança, Laban também se dedicou à realização de propostas de dança para as massas do corpo, desenvolvendo com esta finalidade a arte da Dança coral onde grande número de pessoas se movem juntas segundo uma coreografia de estrutura simples, porem instigante, que permita bailarinos e pessoas leigas dançarem juntas de forma colaborativa.
Este aspecto de seu trabalho se relaciona intimamente com suas crenças espirituais pessoais, baseadas numa combinação da Teosofia Vitoriana, do Sufismo e do Hermetismo popular no final do século XIX.
Em 1914 aderiu ao "Ordo Templi Orientis" e compareceu à sua conferência de 1917, no Monte Verita, em Ascona, onde realizou workshops popularizando suas ideias e seus pensamentos.
De 1930 a1934 foi diretor da "Allied State Theatres" em Berlim.
Em 1937 foge do Nazismo indo para Manchester.
Na Inglaterra redirecionou o foco de seu trabalho para a indústria, estudando o tempo e a energia despendida para realizar as tarefas no ambiente de trabalho. Tentou desenvolver métodos que auxiliassem os operários a se concentrar nos movimentos construtivos necessários para a realização de seu trabalho. Laban  Continuou a ensinar e a realizar pesquisas no país até a sua morte.

## O estudo do movimento

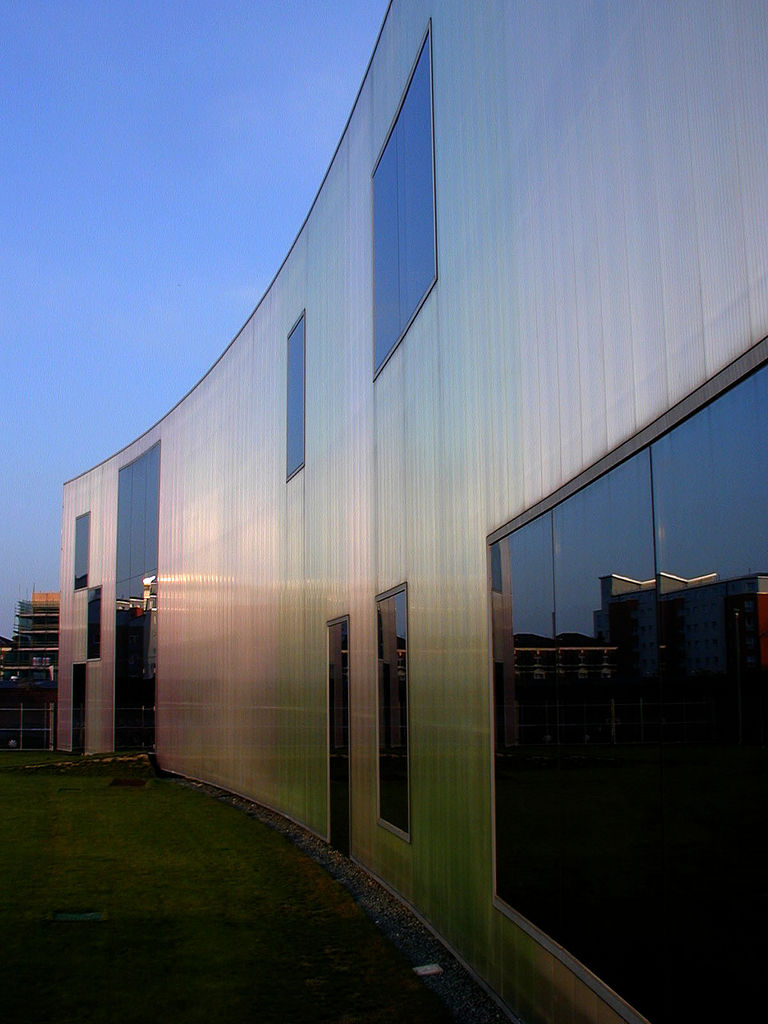
Laban Dance Center, em Londres.

Junto com o industrial F.C. Lawrence, desenvolveu uma metodologia de análise do movimento - "Effort-Study" (estudo dos esforços). Esta abordagem, apesar de ter sido direcionada primeiramente para a seleção e treinamento de operários, possibilitou uma melhor compreensão da movimentação humana geral.
A partir deste estudo, Laban chegou à formulação de uma minuciosa análise dos elementos de movimentos e suas combinações. Atribuiu o nome de Coreutica ao estudo da organização espacial dos movimentos, e de Eukinética ao estudo dos aspectos qualitativos do movimento (como seu ritmo e dinâmica).
Laban  utiliza as figuras geométricas para dar suporte à movimentação do ator-dançarino. Ele propõe a escala dimensional, respeitando a relação entre altura, largura e comprimento das figuras geométricas como o cubo, o tetraedro, o octaedro, o icosaedro e o dodecaedro; tais representações geométricas viabilizavam movimentos  pl (vertical), (horizontal), (sagital)e nos níveis alto, médio e baixo. Dessa forma, ações dramáticas podem ser realizadas nas posições das vértices dessas figuras, bem como em suas diagonais, de forma que o ator atua ampliando a sua kinesfera, buscando uma limpeza gestual e organicidade, assim,  ele também amplia seu espaço cênico.
As concepções expressas por Laban sobre o movimento humano causaram grande impacto e passaram a influenciar os trabalhos desenvolvidos em áreas tão diversas como Educação, Psicologia, Fonoaudiologia, Teatro, Dança, Música, Artes e Educação Física.
Juntamente com sua colaboradora, Lisa Ullmann, passou a aplicar estes conceitos na dança educativa. Na Inglaterra, a Dança passou a fazer parte do currículo das escolas a partir da década de 40 e, nos Estados Unidos, das escolas elementares às universidades, o Sistema Laban se constitui como o saber mais difundido.
Até hoje seus ensinamentos continuam sendo transmitidos no mundo inteiro através de Centros e Universidades. As instituições Laban de maior importância são o LABAN, em Londres.
A importância dos trabalhos de  Laban nas áreas de arte, comunicação, psicologia, educação, arquitetura já receberam reconhecimento universal.
Centros universitários, de arte, de educação e companhias de dança na Inglaterra, Estados Unidos, França, Canadá, entre outros,  trabalham com os referenciais de Laban há pelo menos meio século.
A abordagem da dança sob uma perspectiva labaniana permite ao artista e ao leigo compreender, desconstruir e transformar a arte da dança em seus aspectos coreográficos, técnicos e de fruição.
Tendo desenvolvido seus trabalhos sobre movimento na primeira metade do século XX, é mister que hoje sua visão e ideias sejam rediscutidas e relidas sob uma perspectiva contemporânea. Desse modo, o trabalho de Laban não se perdeu no passado e continua a contribuir para a dança presente e futura.

## A influência de Laban no Brasil
No Brasil Laban é mais conhecido como teórico do movimento e educador. Mais recentemente, seu trabalho vem recebendo um olhar mais aprofundado sob a perspectiva da arte, da criação estética, da linguagem da dança e da comunicação não-verbal.
A bailarina, coreógrafa e educadora Maria Duschenes foi uma das introdutoras deste método no Brasil, tendo formado gerações de alunos que utilizam a referência de Laban em seus trabalhos de criação e em suas atividades de arte-educação. Em seu trabalho destacam-se as propostas de ensino público de dança e a realização de diversas danças corais, inclusive uma apresentada no Parque do Ibirapuera na Bienal de São Paulo.
A coreógrafa Regina Miranda, primeira Brasileira formada pelo Laban/Bartenieff Institute de NYC (1975) introduziu o Sistema Laban/Bartenieff no Brasil e, desde então, tem se dedicado à difusão de suas teorias através de palestras e workshops e inúmeras criações artísticas. Toda uma geração estelar de coreógrafos cariocas, como Paula Nestorov, Paulo Caldas, João Saldanha, Frederico Paredes, Esther Weissman, Lia Rodrigues, Marcia Rubin e Carlinhos de Jesus, estudou e/ou trabalhou com Miranda, que hoje divide residência entre o Rio de Janeiro, onde dirigiu o Centro Coreográfico, e Nova Iorque, onde é a Diretora Geral do Laban/Bartenieff Institute.

## Páginas externas
- Laban por ele mesmo - iDança
- Caleidos - Laban
- O Corpo e o  Conhecimento: dança educativa - por Lenira Rengel e Maria Mommensohn
- "Educação Integral e Pratica Docente", tese de Marta Thiago Scarpato
- Conexão Dança - estudos
- Dança nas escolas - CEDES
- Arte do movimento - Cilô Lacava
- Desenvolvendo a dança no magistério
- Possibilidades de ensino da arte em Alagoas - Telma César
- Resenha de Reflexões sobre Laban, o mestre do movimento.
- Dança Educativa (Pós) Moderna
- "A Dança-Teatro de Rudolph Laban a Pina Bausch", por Isa Partsh-Bergsohn
- (em inglês) Biografia de R. Laban - site do "Laban Centre" de Londres
- (em inglês) Laban/Bartenieff Institute of Movement Studies - LIMS
- (em italiano) "Nozioni teoriche di Analisi del Movimento secondo Rudolf Laban"
- Morungaba
- ONG Morungaba (blog)
- Analivia Cordeiro
- Nota-Anna - Analivia Cordeiro
- Regina Miranda
- Ciane Fernandes